# Wendy Holdener
Wendy Holdener (født 12. maj 1993 i Unteriberg, Schweiz) er en schweizisk alpin skiløber, som blev olympisk mester i holdkonkurrencen ved Vinter-OL 2018 i Pyeongchang. Hun vandt ved samme lejlighed desuden sølv i kvindernes slalomkonkurrence og bronze i superkombination. Hun vandt igen en bronzemedalje i slalomkonkurrencen ved Vinter-OL 2022 i Beijing.
Holdener fik World Cup-debut i Sölden i oktober 2010, og kom første gang på podiet i marts 2013, der var en andenplads i slalom i Ofterschwang. I 2016, tog hun hendes første two World Cup-sejr. Hun har deltaget ved i alt tre olympiske lege, i 2014 i Sotji, 2018 i Pyeongchang og 2022 i Beijing.